# Box-office Russie 2023

## Les 20 premiers films
| Class. | Titre                                                 | Titre original                              | Pays | Réalisateur                                         | Entrées Russie (millions d'entrées) | Recettes Russie (millions de roubles) |
| ------ | ----------------------------------------------------- | ------------------------------------------- | --- | --------------------------------------------------- | ----------------------------------- | ------------------------------------- |
| 1      | Tchebourachka                                         | Чебурашка                                   | Drapeau de la Russie                                                                                                  | Dmitri Diatchenko                                   | 23,6                                | 6792                                  |
| 2      | Comme par enchantement                                | По щучьему велению                          | Drapeau de la Russie                                                                                                  | Aleksandr Voïtinski                                 | 8,8                                 | 2386                                  |
| 3      | Le Défi                                               | Вызов                                       | Drapeau de la Russie                                                                                                  | Klim Chipenko                                       | 6,8                                 | 2139                                  |
| 4      | Avatar : La Voie de l'eau                             | Avatar: The Way of Water                    | Drapeau des États-Unis                                                                                                | James Cameron                                       |                                     | 1178                                  |
| 5      | John Wick : Chapitre 4                                | John Wick: Chapter 4                        | Drapeau des États-Unis                                                                                                | Chad Stahelski                                      |                                     | 874                                   |
| 6      | Miraculous, le film                                   |                                             | Drapeau de la France                                                                                                  | Jeremy Zag                                          | 3,5                                 | 827                                   |
| 7      | Operation Fortune: Ruse de guerre                     |                                             | Drapeau des États-Unis · Drapeau de la République populaire de Chine · Drapeau du Royaume-Uni · Drapeau de la Turquie | Guy Ritchie                                         | 2                                   | 684                                   |
| 8      | Le Juste                                              | Праведник                                   | Drapeau de la Russie                                                                                                  | Sergueï Oursouliak                                  |                                     | 638                                   |
| 9      | Baba Yaga sauve le monde                              | Баба Яга спасает мир                        | Drapeau de la Russie                                                                                                  | Karen Zakharov                                      | 2,4                                 | 603                                   |
| 10     | Complètement à l'ouest (ru)                           | Поехавшая                                   | Drapeau de la Russie                                                                                                  | Anton Maslov                                        | 1,7                                 | 524                                   |
| 11     | Le Maître du vent (ru)                                | Повелитель ветра                            | Drapeau de la Russie                                                                                                  | Igor Volochine (ru)                                 | 1,7                                 | 520                                   |
| 12     | Atterrissage d'urgence (ru)                           | На солнце, вдоль рядов кукурузы             | Drapeau de la Russie                                                                                                  | Sarik Andreassian                                   | 1,6                                 | 457                                   |
| 13     | Jeanne du Barry                                       |                                             | Drapeau de la France                                                                                                  | Maïwenn                                             |                                     | 422                                   |
| 14     | La Belle-mère (ru)                                    | Тёща                                        | Drapeau de la Russie                                                                                                  | Askar Oukazaev                                      |                                     | 388                                   |
| 15     | Barbie                                                |                                             | Drapeau des États-Unis                                                                                                | Greta Gerwig                                        |                                     | 348                                   |
| 16     | Kakha en direct. Un autre film (ru)                   | Непосредственно Каха. Другой фильм          | Drapeau de la Russie                                                                                                  | Viktor Chamirov (ru)                                | 1,1                                 | 344                                   |
| 17     | Spider-Man: Across the Spider-Verse                   |                                             | Drapeau des États-Unis                                                                                                | Kemp Powers, Joaquim Dos Santos, Justin K. Thompson |                                     | 335                                   |
| 18     | Nuremberg                                             | Нюрнберг                                    | Drapeau de la Russie                                                                                                  | Nikolaï Lebedev                                     | 1,1                                 | 334                                   |
| 19     | Sans scrupules à la campagne (ru)                     | Беспринципные                               | Drapeau de la Russie                                                                                                  | Roman Prygounov (ru)                                | 0,88                                | 307                                   |
| 20     | De quoi parlent les hommes: Les Plaisirs simples (ru) | О чём говорят мужчины. Простые удовольствия | Drapeau de la Russie                                                                                                  | Mikhaïl Poliakov                                    | 0,86                                | 297                                   |